# موكجونغ ملك غوريو
موكجونغ ملك غوريو (ولد في 5 يوليو 980 (20 مايو وفقاً للتقويم القمري) ومات في 2 مارس (3 فبراير وفقاً للتقويم القمري) 1009)، (حكم من سنة 997 إلى سنة 1009) هو الملك السابع لمملكة غوريو في كوريا. سبقه في الحكم الملك سونغجونغ ولحقه الملك هيونجونغ. اسمه عند الولادة سونغ (송 | 訟)، اسم مجاملته هيوشن (효신 | 孝伸)، واسم المعبد موكجونغ (목종 | 穆宗).
امتد حكمه من سنة 997 إلى سنة 1009، حيث حكم فيها من سنة 997 إلى سنة 999، ثم حكمت الملكة هوناي كوصية من سنة 999 إلى سنة 1009، ثم تنازل بعد انقلاب كم تشي يانغ.

## حكمه
عرف الملك بإصلاحاته في نظام جنشغوا (نظام تخصيص الأراضي).
نمت علاقة زواج بين والدة موكجونغ، الملكة هوناي، وكم تشي يانغ، نتجت عن هذه العلاقة ولادة الملكة لابن كم تشي يانغ، والذي خطط لوضع ابنه على العرش. قام كم بجمع قواته وأحرق قصر مانوولدو وهدد بقتل الملك. ما كان من الملك إلا استدعاء الجنرال غانغ جو من كايسونغ لمساعدته، حيث قام بذبح كم تشي يانغ.
بعد نجاح غانغ جو، نشر المسؤولون الحكوميون من أعداء غانغ جو إشاعات مفادها أن غانغ جو يحاول جعل الحكومة تحت سيطرته. بعد أن وصلت أخبار هذه الشائعات إلى مسامع الملك، قرر التخلص من غانغ جو. بعد أن عرف غانغ جو بمحاولة الملك التخلص منه حشد جيشه ثم أمره بالهجوم وقتل كل أعدائه، وخلع موكجونغ.

## الوفاة
بعد خلعه، نفي الملك موكجونغ إلى مدينة تشنغجو، ولكنه قتل في الطريق. يعرف قبره باسم غونغننغ، ولكن موقعه الحالي غير معروف.

## اسمه الكامل بعد الوفاة
- الملك العظيم ويهي غكيونغ جونغونغ سونيانغ.
- 위혜극영정공선양대왕.
- 威惠克英定恭宣讓大王.

## الأسرة
- الأب: الملك غيونغجونغ (بالهانغل: 경종 | بالهانجا: 景宗).
- الأم: الملكة هوناي (بالهانغل: 헌애왕후 황보씨 | بالهانجا: 獻哀王太后 皇甫氏).
- الملكة: السيدة سونجونغ من عشيرة يو (بالهانغل: 선정왕후 유씨 | بالهانجا: 宣正王后 劉氏)
- محظية: سيدة القصر يوسوكتايك من عشيرة كم (بالهانغل: 요석택궁인 김씨 | بالهانجا: 邀石宅宮人 金氏)

## التصوير الحديث
- 《الإمبراطورة تشونتشو》 (كي بي إس، بدأ العرض في سنة 2009 وانتهى في سنة 2009، قام بدوره الممثل: إي إن).
- 《حرب كوريو-خيتان》 (كي بي إس، بدأ العرض في سنة 2023 وانتهى في سنة 2024، قام بدوره الممثل: بايك سونج هيون).